# Daucus virgatus
Daucus virgatus är en flockblommig växtart som först beskrevs av Jean Louis Marie Poiret, och fick sitt nu gällande namn av René Charles Maire. Daucus virgatus ingår i släktet morötter, och familjen flockblommiga växter. Inga underarter finns listade i Catalogue of Life.